# Wong Wan Chau

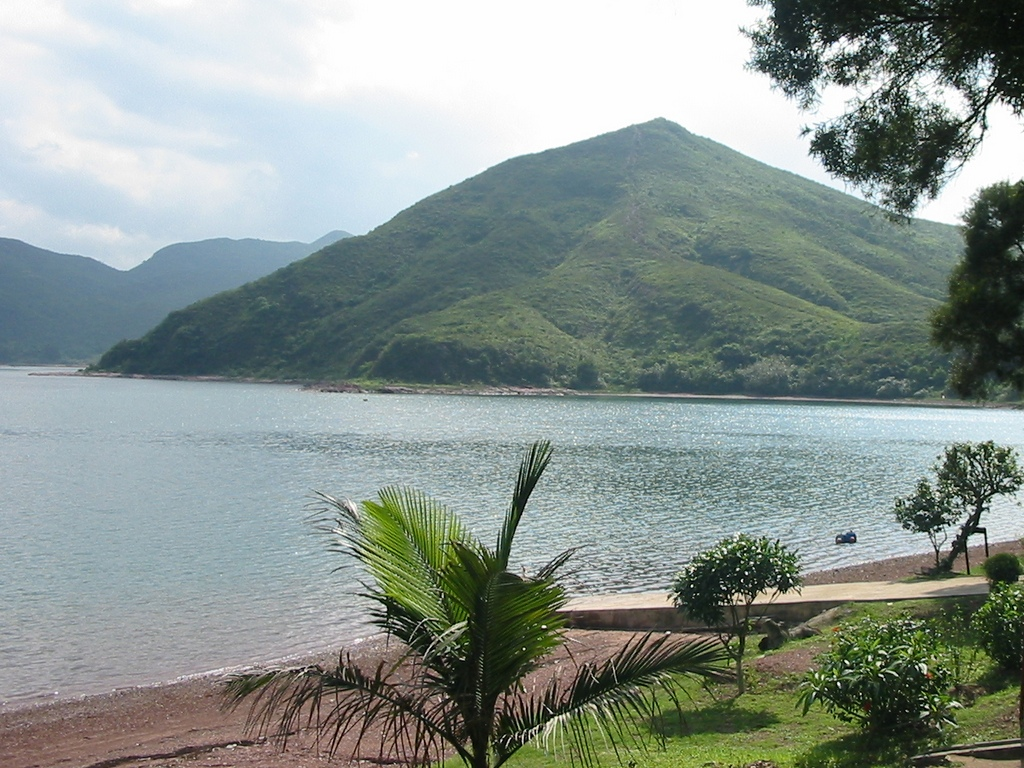
Het eiland Wong Wan Chau.

Wong Wan Chau (Traditioneel Chinees: 往灣洲), ook bekend als Double Island is een Chinees eiland gelegen in het noordoostelijke deel van Hongkong. Het eiland heeft een oppervlakte van 2,13 km². Administratief gezien valt het eiland onder North District. Wong Wan Chau is onderdeel van het Plover Cove Country Park sinds 1979.